# Järlåsa socken
Järlåsa socken i Uppland ingick i Hagunda härad, ingår sedan 1971 i Uppsala kommun och motsvarar från 2016 Järlåsa distrikt.
Socknens areal är 93,87 kvadratkilometer varav 89,47 land. År 2000 fanns här 1 078 invånare.  Tätorten Järlåsa, det tidigare pappersbruket Lingonbacka, byn Östfora samt Järlåsa kyrkby med sockenkyrkan Järlåsa kyrka ligger i socknen.  

## Administrativ historik
Järlåsa socken omtalas i skriftliga handlingar första gången 1291 ('in parochia... Jarlasum'). Före 1893 låg Blåviken i Västmanlands län för att då överföras till Uppsala län.
Vid kommunreformen 1862 övergick socknens ansvar för de kyrkliga frågorna till Järlåsa församling och för de borgerliga frågorna bildades Järlåsa landskommun. Landskommunen uppgick 1952 i Norra Hagunda landskommun som 1971 uppgick i Uppsala kommun. Församlingen uppgick 2006 i Norra Hagunda församling.
1 januari 2016 inrättades distriktet Järlåsa, med samma omfattning som församlingen hade 1999/2000.  
Socknen har tillhört län, fögderier, tingslag och domsagor enligt vad som beskrivs i artikeln Hagunda härad. De indelta soldaterna tillhörde Upplands regemente, Hagunda kompani och Livregementets dragonkår, Norra Upplands skvadron.

## Geografi
Järlåsa socken ligger väster om Uppsala genomlöpt av Järlåsaåsen. Socknen är en kuperad mossrik skogsbygd med höjder som i Hjortmossberget i nordväst når 110,8 meter över havet.

## Fornlämningar
Från stenåldern finns boplatser. Från järnåldern finns två mindre gravfält.

## Namnet
Namnet skrevs 1291 Jarlasum och kommer från kyrkbyn. Efterleden är ås, syftande på Järlåsaåsen. Förleden har tolkats som att innehålla mansnamnet Jarle.